# Миронов, Андрей Фёдорович
Андрей Фёдорович Миронов (10 июля 1935 года, Москва, СССР — 22 декабря 2021 года, Москва, Российская Федерация) — советский и российский учёный, специалист в области биоорганической и медицинской химии, академик Российской инженерной академии. Создатель первого отечественного фотосенсибилизатора «Фотогем», применяемого в лечении раковых заболеваний. Заслуженный деятель науки Российской Федерации.

## Биография
Родился 10 июля 1935 года в Москве в семье служащего. Отец — Миронов Фёдор Фёдорович — врач, мать — Тихомолова Ольга Алексеевна — работала библиотекарем. В годы войны с 1941 по 1943 год находился в эвакуации в Казахстане. В декабре 1943 года вернулся из эвакуации и жил в городе Жуковский, где в 1953 году окончил десятилетку. В том же году был принят по конкурсу на первый курс МИТХТ им. Ломоносова. С четвертого курса был направлен Министерством высшего и среднего специального образования СССР в Чехословакию для завершения высшего образования. В 1959 году окончил Пражскую Высшую Химическую школу по факультету органической химии и затем в течение года работал стажером в институте химии природных соединений АН СССР. В 1960 году после возвращения в Советский Союз был принят ассистентом на кафедру ХТТОС МИТХТ.
В июне 1965 года защитил диссертационную работу и далее работал ассистентом ХТТОС. В 1980 году защитил докторскую диссертацию.
Андрей Фёдорович Миронов являлся известным специалистом в области хромопротеидов. Им разработаны эффективные способы получения природных порфиринов, новые методы выделения и очистки гемосодержащих белков, включая цитохром C и цитохромоксидазу.
Имя профессора Андрея Фёдоровича Миронова тесно связано с появлением и развитием в нашей стране метода фотодинамической терапии (ФДТ). Им был разработан первый отечественный фотосенсибилизатор Фотогем, а на основе природного бактериохлорофилла A синтезирована группа соединений с интенсивным поглощением в ближней ИК области спектра. Выполненные биологические испытания позволили отобрать наиболее перспективные соединения для дальнейшей разработки фотосенсибилизаторов третьего поколения для антимикробной и противораковой ФДТ.
Совместно с сотрудниками им опубликованы свыше 400 статей. Более 40 разработок защищены авторскими свидетельствами. С его участием подготовлено и успешно защищено более 40 кандидатских и 2 докторские диссертации.
До самого конца жизни Андрей Фёдорович продолжал принимать активное участие в подготовке новых высококвалифицированных научных и производственных кадров.
Умер 22 декабря 2021 года. Похоронен в Москве на Северном Хованском кладбище.

### Этапы трудовой биографии
1960—1970 — ассистент кафедры ХТТОС МИТХТ
1970—1982 — доцент кафедры ХТТОС
1982—2021 — профессор кафедры ХТТОС-ХТБАС
1984—2005 — декан факультета Биотехнологии и органического синтеза
1991—2016 — заведующий кафедрой ХТТОС-ХТБАС

### Семья
Отец — Миронов Фёдор Фёдорович (1897—1972)
Мать — Тихомолова Ольга Алексеевна (1905—1986)
Жена — Миронова (Лельчук) Юлия Вениаминовна (1933—2005)
Дочь — Миронова Надежда Андреевна (род. 1972)
Внуки — Миронов Фёдор Александрович (род. 2002) и Миронова Мария Александровна (род. 2002)

## Награды
- Мастер спорта СССР по туризму (1972)[1];
- Знак «Отличник Высшей школы» (1985);
- Медаль "За трудовое отличие" (1986);
- Почетный работник высшего образования России (1996)[2];
- Заслуженный деятель науки РФ (2000)[3];
- Лауреат премии Правительства РФ в области науки и техники (2003)[4];
- Лауреат премии Правительства РФ в области образования (2007)[5];
- Почетный профессор МИТХТ (2005).

## Книги и публикации
- Современное состояние химии фотосенсибилизаторов на основе природных порфиринов, хлоринов и бактериохлоринов. / В кн. Успехи химии порфиринов под ред. Голубчикова О. А. 2004. Т4. СПб: Изд-во НИИ химии СПбГУ. С.271-2924.
- Фотодинамическая терапия рака. / В кн. Успехи химии порфиринов под ред. Голубчикова О. А. 1997. Т1. СПб: Изд-во НИИ химии СПбГУ. С.357-374.
- Методы получения природных порфиринов и их аналогов. Стр. 282—332. В книге «Порфирины: структура, свойства, синтез». Под редакцией Н. С. Ениколопяна, Москва, «Наука». 1985
- Transition Metal Complexes of Porfirins and Porphyrinoids, vol 18. p 304—413 in Handbook of Porfyrin Science, Ed. K. M. Kadish, K. M. Smith, R. Guilard, World Scientific, New Jersey, London.

### Обзоры
- Synthesis, Properties and Potential Applications of Porphyrin-Fullerenes, A. F. Mironov, Macroheterocycles, 2011, 4, 186—208.
- Достижения в синтезе порфирин-фуллеренов. В. С. Лебедева, Н. А. Миронова, Р. Д. Рузиев, А. Ф. Миронов, Макрогетероциклы, 2018, 11, 339—362
- Разработка сенсибилизаторов второго поколения на основе природных хлорофиллов. А. Ф. Миронов, Российский химический журнал, 1998, 42, 23-36.
- Химические превращения хлорофилла a и возможные области применения его производных. А. Ф. Миронов, Российский химический журнал, 2017, 61, 42-68
- Bacteriochlorophyle and its derivatives: Chemistry and Perspectives for Cancer Therary. M. A. Grin, A. F. Mironov, A.A. Shtill. Anty-Cancer agents in Medicinal Chemistry, 2008, 2, 683—697
- Химические превращения бактериохлорофилла а и области медицинского применения. А. А. Грин, А. Ф. Миронов. Известия АН, Серия Химия, 2016, 333—349
- Фолиевая кислота и ее производные для таргетной фотодинамической терапии. Известия АН, Серия Химия, 2017, 1982—2008
- Комплексы порфиринов с лантаноидами. А. Ф. Миронов. Успехи химии, 2013, 82, 333—351
- Синтез, свойства и самоорганизация мезо-арилпорфиринов с высшими алкильными заместителями. Н. А. Брагина, К. А. Жданова, А. Ф. Миронов, Успехи Химии, 2016, 85, 477—512
- Наноразмерные средства доставки фотоген-сибилизаторов для диагностики и фотодинамической терапии в онкологии. А. Ф. Миронов, К. А. Жданова, Н. А. Брагина. Успехи химии, 2018, 87, 859—881